# (3385) Броннина
(3385) Броннина (лат. Bronnina) — типичный астероид главного пояса, открыт 24 сентября 1979 года советским астрономом Николаем Черных в Крымской астрофизической обсерватории и 28 апреля 1991 года назван в честь советского и российского астронома Нины Бронниковой.

## Обнаружение и именование
(3385) Броннина
Открыт 24 сентября 1979 года в Научном Н. С. Черных.
Назван в честь астронома Пулковской обсерватории Нины Михайловны Бронниковой, являвшейся одним из главных наблюдателей Пулковского нормального астрографа на протяжении многих лет. Известна своей работой над звёздными каталогами и наблюдениями за малыми планетами и кометами.
Оригинальный текст (англ.)3385 Bronnina
Discovered 1979-09-24 by Chernykh, N. at Nauchnyj.
Named in honor of Nina Mikhailovna Bronnikova, astronomer at the Pulkovo Observatory. One of the main observers with the Pulkovo normal astrograph for many years, she is known for her work on star catalogues and for her observations of minor planets and comets.
Источники: DISCOVERY.DB; M.P.C. 18137.

## Орбита

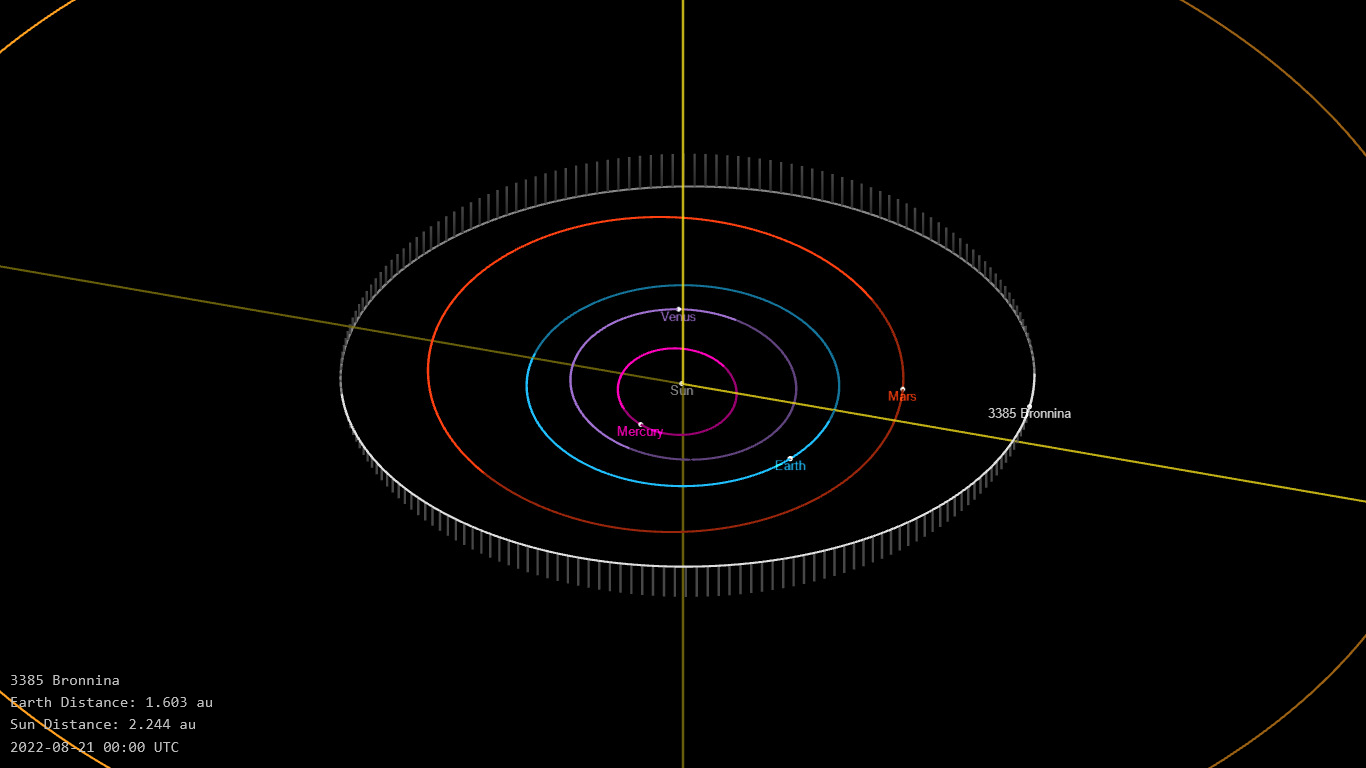
Орбита астероида Броннина и его положение в Солнечной системе

## Физические характеристики
Из результатов второго этапа спектроскопической съёмки малых астероидов главного пояса (Small Main-belt Asteroid Spectroscopic Survey, SMASSII), наблюдений системы телескопов панорамного обзора и быстрого реагирования Pan-STARRS и спектральной съёмки в ближнем инфракрасном диапазоне с помощью спектрографа SpeX на телескопе NASA IRTF и эшелетта Folded port InfraRed Echellette (FIRE) на Магеллановых телескопах следует, что астероид относится к таксономическому классу S.
По результатам наблюдений в видимом и ближнем инфракрасном диапазоне космического телескопа NEOWISE диаметр астероида сначала оценивался равным 8,043±0,112 км, позже — 8,55±0,31 км, 7,94±2,03 км и 7,689±0,060 км. Согласно тем же источникам альбедо оценивается как 0,3632±0,0808, 0,318±0,031, 0,31±0,19 и 0,394±0,080.